# Каргашинские стоянки
Каргашинские стоянки — археологические памятники эпох неолита и энеолита у с. Каргашино Зубово-Полянского района. Обследовал В. Н. Шитов (1970). Одна из Каргашинских стоянок расположена на небольшой возвышенности левого берега р. Вад, две — на краю надпойменной террасы правого. Культурные слои содержат обломки глиняных сосудов с ямочно-гребенчатым орнаментом (неолит) и волосовской культуры (энеолит), разнообразные орудия из кремня: наконечники стрел, ножи, скребки, проколки. Среди других предметов — кремнёвая фигурка бобра, сланцевая подвеска. Находки свидетельствуют о занятиях древнего населения охотой и рыболовством. 